# UFC 207
UFC 207: Nunes vs. Rousey foi um evento de artes marciais mistas promovido pelo Ultimate Fighting Championship (UFC) que foi realizado no dia 30 de dezembro de 2016, na T-Mobile Arena, em Paradise, Nevada, nos Estados Unidos.

## Antecedentes
A luta principal foi pelo Cinturão Peso-Galo Feminino entre a atual campeã Amanda Nunes e a ex-campeã Ronda Rousey.
O evento também teve a disputa do Cinturão Peso-Galo Masculino entre Dominick Cruz, o atual campeão, e Cody Garbrandt, o desafiante.
A revanche entre os ex-campeões do peso-pesado, Fabrício Werdum e Caín Velásquez, também era esperada. No combate anterior, em junho de 2015 no UFC 188, Werdum venceu a luta por finalização no terceiro round, unificando seu cinturão interino com o cinturão de Velásquez. No entanto, após Caín divulgar uma lesão, a Comissão Atlética de Nevada vetou sua participação neste evento.
Houve o combate entre John Lineker e o ex-campeão do peso-galo, T.J. Dillashaw. Esta luta pode definir o próximo desafiante ao cinturão do peso-galo.
Estava programado um combate entre Matt Brown e Tarec Saffiedine neste evento, porém Brown foi colocado para lutar contra Donald Cerrone no dia 11 de novembro, três semanas antes, no UFC 206. Para substituir Brown e enfrentar Saffiedine, o escolhido foi o lutador coreano Dong Hyun Kim.
Maryna Moroz enfrentaria a brasileira Jéssica Andrade, mas Maryna se contundiu e foi substituída por Angela Hill, Campeã Peso-Palha do Invicta FC. Contudo, a USADA não permitiu que Angela lutasse por causa de uma regra de antidoping. Desta forma, Jéssica acabou sendo removida do card.
Sabah Homasi enfrentaria Brandon Thatch neste evento. Porém Homasi se contundiu e foi trocado por Niko Price, estreante no UFC.

## Card Oficial
Nota 1 Pelo Cinturão Peso-Galo Feminino do UFC.

Nota 2 Pelo Cinturão Peso-Galo do UFC.

## Bônus da Noite
Os lutadores receberam $50.000 de bônus
- Luta da Noite:  Cody Garbrandt vs.  Dominick Cruz
- Performance da Noite:  Amanda Nunes e  Alex Garcia